# Jean-François Coen
Jean-François Coen (* 16. listopadu 1959 Oran) je francouzský hudebník. Narodil se v alžírském městě Oran. Roku 1965 se usadil v Paříži, kde se věnoval studiu hry na klasickou kytaru. Na přelomu sedmdesátých a osmdesátých let byl baskytaristou skupiny Modern Guy, jejíž jediné album Une nouvelle vie produkoval velšský hudebník a skladatel John Cale. Roku 1990 hrál na albu Mirwais švýcarského hudebníka Mirwaise Ahmadzaïa. Své první sólové album nazvané Jean-François Coen vydal v roce 1993. K úvodní písni s názvem „La tour de Pise“ byl natočen také videoklip, jehož režisérem byl Michel Gondry. Svou druhou dlouhohrající desku s názvem Vive l'amour vydal v roce 2004 (vydavatelství Naïve Records). Roku 2008 přispěl coververzí písně „Bleu comme toi“ na album Tombés pour Daho věnované zpěvákovi Étiennu Dahovi.